# إفريا
إفريا، إيبورية (بالإيطالية: Ivrea، بالبيمونطية:Ivreja، باللاتنية: Eporedia) هي مدينة من مدن إيطاليا. يبلغ عدد سكانها 24196 نسمة وذلك حسب إحصائيات سنة 2010. يبلغ ارتفاع المدينة عن سطح البحر قرابة 253 متر. تبلغ مساحتها 30.19 كم².
في الأول من يوليو عام 2018، أُدرجت ضمن قائمة التراث العالمي لليونسكو (وذلك كموقع إيطالي رقم 54). وفي السادس عشر من فبراير عام 2022، تمّ تعيينها من قِبَل وزير الثقافة داريو فرانشيسكيني كـعاصمة إيطاليا للكتاب لعام 2022.

## السكان
في سنة 1861 بلغ عدد السكان 8٬834 نسمة، وتطور العدد ليصل في سنة 2011 لـ 23٬592 نسمة.
يظهر هذا المخطط البياني تطور النمو السكاني لـ إفريا

## توأمة
لإفريا اتفاقيات توأمة مع كل من:
- مونثي
- Rădăuți [الإنجليزية]‏
- لونبورغ
- قلدز
- شومونت،هوت مارن

## أعلام
- غريتا لوران
- جانلوكا كوموتو
- أليسيو فورلان
- باولا بادجي
- جيانلوكا نيكو

## وصلات خارجية
- الموقع الإلكتروني